# مارکو روگ
مارکو روگ (کرواتی: Marko Rog؛ زادهٔ ۱۹ ژوئیهٔ ۱۹۹۵) بازیکن فوتبال اهل کرواسی است.
از باشگاه‌هایی که در آن بازی کرده‌است می‌توان به دینامو زاگرب، ناپولی و سویا اشاره کرد.
وی همچنین در تیم ملی فوتبال کرواسی بازی کرده‌است.